# Villasexmir
Villasexmir est une commune de la province de Valladolid dans la communauté autonome de Castille-et-León en Espagne.

## Sites et patrimoine
Les édifices et sites notables de la commune sont :
- Église de la Asunción ;
- Chapelle del Cristo de la Agonía, de style barroque.

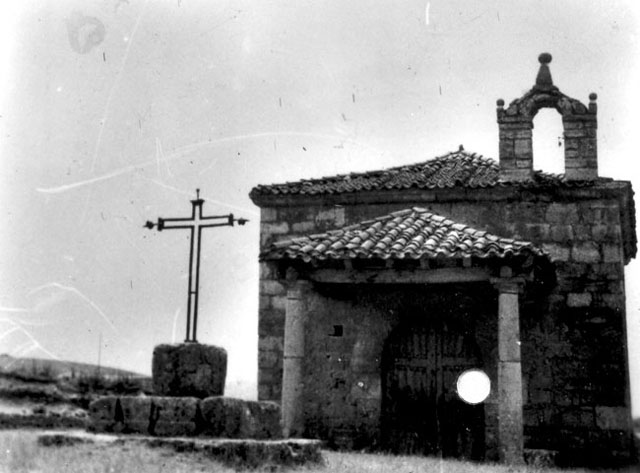
Chapelle del Cristo de la Agonía Fondation Joaquín Díaz.